# Chromatografiedatasysteem
Een chromatografiedatasysteem (Chromatography Data System, CDS) is een softwarepakket waarmee chromatografiesystemen automatisch aangestuurd kunnen worden en waarmee analyseresultaten (chromatogrammen) verwerkt kunnen worden.

## Opbouw
Een typisch CDS-pakket bestaat uit drie onderdelen: de method editor, de sequence editor en de result editor.

### Method editor
Met de method editor worden de kenmerken van een analysemethode beschreven. Deze kenmerken zijn onder andere:
- De temperatuur van het compartiment waar de analytische kolom zich bevindt
- De stroomsnelheid van de mobiele fase
- De hoeveelheid monster die geïnjecteerd wordt
- De duur van de analyse
- De instellingen van de detector
- Het verloop van een eventuele gradiënt

### Sequence editor
Met de sequence editor kan een overzicht samengesteld worden van de te analyseren monsters. De sequence editor heeft meestal de vorm van een op een spreadsheet lijkende tabel. Iedere rij van de tabel beschrijft een te analyseren monster. De kolomindeling van de tabel kan variëren maar vaak zijn er in elk geval kolommen voor een naam en/of identificatiecode van het monster, de positie van het monster in de autosampler, het aantal analyses dat per monster uitgevoerd dient te worden en de analysemethode die toegepast dient te worden.

### Result editor
Met de result editor kunnen analyseresultaten bewerkt en geïnterpreteerd worden. Pieken in chromatogrammen kunnen handmatig geïntegreerd worden, maar meestal heeft het programma ook de mogelijkheid om pieken automatisch te detecteren en te integreren. Er bestaan meerdere algoritmes om pieken te detecteren en te integreren, en bij sommige CDS-pakketten kan uit twee of meer algoritmes gekozen worden.
Naast het interpreteren van chromatogrammen kunnen met een result editor meestal ook monsters gekwantificeerd worden door de piekoppervlakte te vergelijken met die van een standaard met een bekende concentratie van de te analyseren stof.

## Verschillende pakketten
Er zijn diverse CDS-pakketten op de markt. Een aantal veelgebruikte pakketten zijn onder andere:
| Naam        | Uitgever             |
| ----------- | -------------------- |
| Empower     | Waters Corporation   |
| ChemStation | Agilent Technologies |
| Atlas       | Thermo Scientific    |
| TotalChrom  | PerkinElmer          |
| Chromeleon  | Dionex               |
| Unicorn     | GE Healthcare        |